# Helicteres microcarpa
Helicteres microcarpa là một loài thực vật có hoa trong họ Cẩm quỳ. Loài này được Span. mô tả khoa học đầu tiên năm 1841.